# Saint-Euphraise-et-Clairizet
Saint-Euphraise-et-Clairizet è un comune francese di 213 abitanti situato nel dipartimento della Marna nella regione del Grand Est.

## Società

### Evoluzione demografica
Abitanti censiti